# Jacques-Fernand Schwartz
Jacques-Fernand Schwartz (geboren 15. Juni 1889 in Mülhausen, Reichsland Elsaß-Lothringen, Deutsches Reich; gestorben 2. März 1960 in Paris) war ein französischer Berufssoldat.

## Leben
Jacques-Fernand Schwartz war ein Sohn des Übersetzers Jacques Fernand Schwartz und der Catherine Barthel. Er heiratete 1924 in Besançon Marie-Thérèse Heitz.
Schwartz besuchte in Mühlhausen die Schule und bewarb sich für die Militärschule Saint-Cyr in Frankreich. In seinem Jahrgang schlossen 1911 einige später bedeutende Militärs die Ausbildung ab, darunter Jean de Lattre de Tassigny, der im Zweiten Weltkrieg als Armeeführer an der Befreiung Südwestdeutschlands beteiligt war.
Schwartz trug im Ersten Weltkrieg Kriegsverletzungen davon. Im Zweiten Weltkrieg kommandierte er 1940 die erfolglose Verteidigung der Maginot-Linie bei Haguenau. Er geriet in deutsche Kriegsgefangenschaft, aus der er im Oktober 1940 entlassen wurde. In Vichy-Frankreich übernahm er das Kommando einer Brigade in Algerien in Französisch-Nordafrika. Nach dem Frontwechsel der französischen Truppen in Nordafrika 1943 auf die Seite der Alliierten war er in Marokko und Algerien eingesetzt und kam nach der alliierten Invasion 1944 nach Frankreich. Schwartz wurde im September 1944 Kommandeur für das Gebiet des zurückeroberten Département Bas-Rhin mit der Stadt Straßburg und danach am 23. April 1945 kurzzeitig Militärgouverneur im eroberten Württemberg mit Sitz in Stuttgart. Nach der territorialen Festlegung der französischen Besatzungszone wurde Schwartz ab 10. Juli 1945  Gouverneur („Oberdelegierter“) von Baden mit Sitz in Freiburg im Breisgau. Ein Jahr später wurde er vom Zivilisten Pierre Pène im Amt abgelöst und ging zurück nach Paris, wo er Mitglied des Militärkabinetts der Regierung wurde. Im Jahr 1947 leitete er in der Französischen Armee die Personalkommission für die Untersuchung der Kollaboration des Militärs in Vichy-Frankreich.
Schwartz wurde 1947 als Großoffizier der Ehrenlegion ausgezeichnet und ging 1948 in den Ruhestand. 2007 benannte seine Geburtsstadt Mulhouse eine Straße nach ihm.